# 佳能EOS R50 V
佳能 EOS R50 V是佳能于2025年3月27日推出的一款APS-C画幅无反相机，定位为轻量化视频机。为EOS V系列的首款机型，其基于EOS R50改良而来，并以视频拍摄作为核心进行设计优化。搭载了DIGIC X处理器与2420万APS-C画幅CMOS图像传感器。

## 视频性能
支持6K超采样无裁切4K视频录制（30P/25P/24P）及4K 60P（裁切模式）、全高清120P慢动作，以及10-bit 4:2:2色彩采样，兼容XF-HEVC S/XF-AVC S格式及Canon Log 3。